# Die 68erinnen
Die 68erinnen ist ein Buch von Ute Kätzel von 2002. Es stellt die Biografien von 14 Frauen dar, die in der Zeit um 1968 besonders politisch aktiv waren.

## Inhalt
Die Biografien beruhen auf Interviews, die Ute Kätzel mit den Frauen geführt hat. Diese wurden anschließend bearbeitet und von den Befragten autorisiert.

### Beschriebene Frauen
Politik
- Sigrid Fronius, Asta-Vorsitzende der Freien Universität Berlin, „Als Frau stand ich nicht unter dem Zwang, jemand sein zu müssen“

- Annette Schwarzenau und das „Kinderkacke-Attentat“, „Nicht diese theoretischen Dinger, etwas Praktisches unternehmen“
- Elsa Rassbach, Aktivistin gegen den Vietnam-Krieg, „Ich fand es wunderbar und schockierend, dass eine Frau so etwas macht“
- Elke Regehr. Die Zerreißprobe zwischen Kunst und Politik, „Für viele Männer des SDS war die Psyche Weiberkram“
- Susanne Schunter-Kleemann, SDS-Aktivistin, „Wir waren Aktivistinnen und nicht etwa die Anhängsel“
- Hedda Kuschel. Gratwanderung zwischen Kindern, Drogen und Politik, „Militanz war ein Teil meines Lebensgefühls“

Weibliche Identität
- Sarah Haffner. Die Kunst als Weg zu sich selbst, „Die Frauen waren der revolutionärste Teil dieser etwas revolutionären Bewegung“
- Helke Sander, Mitbegründerin des Aktionsrates zur Befreiung der Frauen, „Nicht Opfer sein, sondern Macht haben“
- Frigga Haug und der sozialistische Frauenbund in West-Berlin, „Frauenpolitik galt als kleinbürgerlich“

Sexualität und neue Lebensformen
- Dagmar Przytulla, Mitbegründerin der Kommune 1, „Niemand ahnte, dass wir ein ziemlich verklemmter Haufen waren“
- Erika Berthold und die Kommune 1 Ost, „Wir wollten dem Eheknast entkommen“
- Karin Adrian und die ungewollten Folgen der Wohngemeinschaften, „Irgendwann habe ich darauf bestanden, dass diese Leute wieder gehen“
- Christel Kalisch und die Kommune 2, „Es war nicht nur angenehm, was hochkam“
- Gretchen Dutschke-Klotz, Initiatorin der ersten Berliner Kommunegruppen, „Jemanden zu lieben war irgendwie falsch“

## Entstehung
Die Historikerin, Soziologin und vorherige Journalistin Ute Kätzel forschte seit längerer Zeit zur Geschichte der neueren Frauenbewegung. Für ihr Buch ermittelte sie Kontakte zu anfangs etwa 120 Frauen, mit denen sie erste telefonische Gespräche führte. Einige von ihnen stellten sich bald als zu jung, zu alt oder zu wenig in dieser Zeit beteiligt heraus.
Danach plante sie längere Interviews mit etwa 30 Frauen, von denen aus verschiedenen Gründen am Ende 14 übrig blieben.
Ute Kätzel entwickelte ein System von Fragen, die sie allen Frauen stellte. Die Gespräche dauerten etwa fünf Stunden. Danach gab es Nachgespräche und einige kleinere Veränderungen im Text durch beide Gesprächspartnerinnen, die zuletzt von den Befragten autorisiert wurden.

## Rezensionen
Das Buch wurde in mehreren wichtigen deutschen Tageszeitungen und von weiteren Medien rezensiert.
Gelobt wurde die Darstellung der Biografien der Frauen, die in der historischen Darstellung der Ereignisse um 1968 meist nur als Nebenpersonen erwähnt wurden, es gab bisher keine solche Biografiensammlung von Frauen.
Bemängelt wurde die starre Frageform und die teilweise stilisierten und etwas formal wirkenden Antworten.
Dieses wurde mehrfach als störend und ermüdend wahrgenommen.

„So langweilig, wie sie bei Kätzel daherkommen, sind die Frauen wahrscheinlich ihr Leben lang nicht gewesen.“

„Abgesehen davon, dass einem beim Lesen die sprachlichen Mängel (...) schnell auf die Nerven fallen, gibt es auch inhaltliche Schwächen. (...)  Im Resultat bleiben die meisten Geschichten durch diese enge methodische Vorgabe eher blass. Denn völlig unpassend zu jenen Tagen des politischen Aufbruchs, der zugleich für Einzelne mit oft dramatischen psychischen Verunsicherungen verbunden war, zwängt die Autorin ihrer Leserschaft eine konstruierte Einförmigkeit auf – nämlich ihren eigenen im Umgang mit der Geschichte der Frauen in der Protestbewegung.“

Auch einige Anmerkungen der Autorin wurden als inhaltsarme Floskeln kritisiert, während spannendere Fragestellungen weggelassen wurden.
Das Fazit der Rezensionen war aber insgesamt ein positives.

## Ausgabe
- Ute Krätzel: Die 68erinnen. Porträt einer rebellischen Frauengeneration. Rowohlt, Berlin 2002. 319 Seiten. ISBN 3-87134-447-8; Neuauflage 2008